# Isosticta humilior
Isosticta humilior – gatunek ważki z rodziny Isostictidae.